# استادکار آبجو
استادکارآبجو، آبجو کیسر یا بیامایستا (به آلمانی)، در بسیاری از استانهای آلمان مانند ارفورت، کلن و نورنبرگ شناخته شده‌است، از جمله وظایف این فرد نظارت بر بندهای مربوط به قانون خلوص یا قانون تهیه آبجو با توجه به کیفیت آب، و علاوه بر آن سیستم توزیع و شرایط منطقه ای، کارهای اضافی مرتبط با دم کردن فصلی آبجو در تابستان و زمستان است. در فرانکونیا میانه از آنها به عنوان بازرس آبجو نیز یاد می‌شود.

## ارفورت
برای شهرستان ارفورت از طریق دانشگاه و مرکز آموزشی یک سلسله مراتب برای رسیدن به رتبهٔ استادکاری آبجو وجود دارد.

## کلن
ویلهلم شبن مستقر در کلن، نظارت مستمری را بر نظارت بر رازک و تجارت مالت در کلن دارد و به کارخانه‌های آسیاب مالت و مالت سازی‌ها و در صورت تخلف، حق اعمال جریمه می‌دهد. شورای شهر کلن بعنوان نهادی مستقل از 1429 تشکیل شد و دستورالعملی را برای اصناف مقرر نمود (به‌طور موقت چهار نفره) کالج متشکل از دوازده عضو از استادکاران آبجو به مدت دو سال تشکیل شده و کار خود را پاداش با ۴۰ طلا فلورین در سال انجام می‌دهند.
استادکاران آبجو
- ۱۴۸۳: هاینریش اشتوف
- ۱۴۸۳: وینانت فان ویورید[۶]
- ۱۵۴۳: هرمان فون واینبرگ[۷]